# Panopeus simpsoni
Panopeus simpsoni är en kräftdjursart som beskrevs av M. J. Rathbun 1930. Panopeus simpsoni ingår i släktet Panopeus och familjen Panopeidae. Inga underarter finns listade i Catalogue of Life.